# Anti-indépendantisme
L’anti-indépendantisme (ou antiindépendantisme) est un mouvement militant sur un plan régional contre l’indépendance de leur collectivité et donc pour le maintien de l’intégrité territoriale de l’État auquel ce dernier est rattaché. L’existence de tels mouvements ne s’explique que par la présence, dans ces territoires, de fortes revendications indépendantistes ou sécessionnistes.

## Terminologie
Les termes d’anti-indépendantisme et de loyalisme sont généralement synonymes, le deuxième terme étant surtout employé en Nouvelle-Calédonie.
Les mouvements indépendantistes qualifient généralement leurs opposants de néo-colonialistes, alors qu’il n’est pas rare que les anti-indépendantistes défendent tout de même des thèses autonomistes, régionalistes ou fédéralistes.
Dans les provinces des États fédéraux qui connaissent des mouvements sécessionnistes, comme le Québec au Canada, les opposants à l’indépendance sont appelés « fédéralistes » dans le sens où ils défendent le maintien de la constitution fédérale, et qu’ils soient autonomistes (pour le renforcement des pouvoirs au niveau local au détriment de l’échelon fédéral) ou non.
Dans un État unitaire, les mouvements anti-indépendantistes, également appelés républicains ou monarchistes en fonction de la nature de l’état central, peuvent se distinguer entre centralistes (appelés aussi jacobins en France ou unionistes au Royaume-Uni, ils militent pour ne donner aucune ou très peu de spécificité politique, économique ou culturelle au territoire), « départementalistes » (mouvement surtout présent dans la collectivité française d’outre-mer de Mayotte, visant à faire de ce territoire un département et donc perdre une partie de son autonomie) ou autonomistes.
L’anti-indépendantisme peut ainsi comporter des idéologies politiques diverses, et peut être vu comme une forme de nationalisme en défendant l’unité d’une nation déjà existante, considérée comme synonyme d’État souverain fort et de « groupe humain constituant une communauté politique, établie sur un territoire défini (…) et personnifiée par une autorité souveraine » (Le Petit Robert). L’indépendantisme est également un nationalisme mais sous son acceptation culturelle et/ou ethnique, avec une nation encore à construire et dont l’aboutissement ultime doit être l’indépendance politique, et vue comme un « ensemble de personnes vivant sur un territoire commun, conscient de son unité (historique, culturelle, etc.) et constituant une entité politique » (Dictionnaire de la langue française).
Toutefois, dans une acceptation plus large, il s’agit d’une opposition à toute forme d’émiettement politique du monde et donc au nationalisme sous toutes ses formes, et se retrouve notamment dans le globalisme.
Les mouvements anti-indépendantistes peuvent être défendus et se réclamer à leur tour, en fonction du contexte politique local, de partis nationaux qui peuvent aller de l’extrême droite à l’extrême gauche en passant par toutes les tendances politiques possibles.

## Anti-indépendantisme politique dans le monde

### Afrique
Les conflits régionaux sont souvent liés à l’affrontement entre des partis politiques sécessionnistes et les forces gouvernementales :
- Maroc: la loi actuelle interdit la remise en question de l’appartenance au Maroc du Sahara occidental, si bien que pratiquement tous les partis politiques nationaux s’opposent à l’indépendance. L’Association Sahara Marocain est la principale force militant contre l’indépendance et s’opposant à toute négociation avec le Front Polisario.

### Amérique
- Canada: le camp fédéraliste non autonomiste est historiquement représenté par le Parti libéral du Québec (PLQ), totalement distinct du Parti libéral du Canada depuis 1955, bien que les deux aient des positions centristes.
- États-Unis : à Porto Rico, le Partido Nuevo Progresista de Puerto Rico (PNP, comporte une aile conservatrice proche des républicains américains et une aile progressiste proche des démocrates) prône la transformation de cette île en État américain à part entière, s’opposant au Parti indépendantiste portoricain (très minoritaire) et au Partido Popular Democrático de Puerto Rico (PPD, centre-gauche) qui veut le maintien du statut actuel de Commonwealth et de libre-association. Au sein des États de l’Union, les deux grands partis militent tous deux contre toute idée de sécession.

### Asie
- Chine : techniquement, tous les partis indépendantistes sont interdits en République populaire de Chine (notamment ceux du Tibet, de Mongolie-Intérieure avec l’Alliance démocratique de Mongolie méridionale et du Xinjiang notamment avec le Parti islamique du Turkestan) mais peuvent être tolérés dans les deux régions administratives spéciales (Hong Kong et Macao), qui seules connaissent un réel régime pluraliste.
  -  Hong Kong : le Camp pro-Pékin, mené par l’Alliance démocratique pour l’amélioration et le progrès de Hong-Kong (plutôt conservateur), favorise plus de centralisme et s’oppose à toute indépendance ; il s’oppose au camp pro-démocratique, majoritaire et luttant pour l’affaiblissement de l’intervention du gouvernement central dans les affaires de la RAS et pour plus de démocratie.
- Taïwan : la Coalition pan-bleue (droite), emmenée par l’ancien parti unique du Guomindang, au pouvoir depuis 2008, refuse l’idée d’une indépendance de Taïwan. Elle tend à favoriser une identité nationaliste chinoise contre une identité séparatiste taïwanaise, en faveur d’une politique de collaboration et d’un lien économique plus grand avec la République populaire de Chine, considérant que Taïwan est une partie intégrante de la Chine, la séparation ne se faisant qu’au niveau de la nature du régime. Elle s’oppose à la Coalition pan-verte (centre gauche), qui a tendance elle à favoriser l’idée d’une séparation définitive de Taïwan et de la Chine.

### Europe
- Belgique : traditionnellement, les principaux partis francophones sont plutôt favorables au maintien d’un État fédéral fort, et les partis flamands au contraire de plus d’autonomie des régions. Le principal parti trans-communautaire se battant contre l’indépendance et pour plus de centralisme est Belgische Unie - Union belge. Une tendance particulière du Mouvement wallon, appelée le rattachisme, prône la réunion de la Wallonie et éventuellement de Bruxelles à la France.
- Bosnie-Herzégovine: le principal parti, et le seul véritablement présent sur la scène nationale, favorable à une union des trois communautés serbes, croates et bosniaque, est le parti de la Bosnie-Herzégovine (SBiH, centre droit), le deuxième parti à la Chambre des représentants avec 8 élus sur 42.
- Espagne : les deux principaux partis de gouvernement sur la scène nationale, le Parti populaire (PP, centre droit)  est contre toute revendication d’indépendance des communautés historiques qui constituent le pays avec une vision centraliste, tout en acceptant les régionalismes. Le Parti socialiste ouvrier espagnol (PSOE, centre-gauche), est plus fédéraliste et donne de plus en plus de pouvoir aux minorités indépendantistes.
  -  Pays basque: le Parti national basque (centre droit), principal parti de la Communauté autonome, est autonomiste et nationaliste, et ne verrait pas mal l’indépendance. BILDU (extrême-gauche) est indépendantiste.
  - Galicie: le BNG (extreme-gauche) est indépendantiste.
  -  Catalogne : Ciutadans (centre droit) a été créé à l’origine en 2006 en Catalogne pour s’opposer aux revendications indépendantistes ou catalanistes, il est devenu ensuite un parti dans toute l’Espagne (Ciudadanos en castillan). ERC (extrême-gauche) est indépendantiste. JUNTS (centre droite) est indépendantiste. ALIANÇA CATALANA (extrême droite) est indépendantiste.
- France :
  - contre les mouvements régionalistes les plus forts en Bretagne ou en Corse, certaines fédérations locales de partis nationaux représentent soit une forme de jacobinisme soit un autonomisme modéré :
    -  Corse : des courants jacobins et anti-indépendantistes sont présents dans l’île, à gauche comme à droite. À gauche, la tendance la plus jacobine et la plus opposée aux mouvements nationalistes et indépendantistes est surtout incarnée par les partisans de l’ex-maire PRG (parti radical de gauche) de Bastia, Émile Zuccarelli. À l’inverse, l’ancien président du Conseil exécutif de Corse, et ex-membre du PRG, Paul Giacobbi, ainsi que certains représentants locaux du PS comme Emmanuelle de Gentili, incarnent, quant à eux, une tendance plus favorable à l’autonomie (mais refusent l’indépendance). À droite, les partisans du jacobinisme sont représentés principalement par Jean-Jacques Panunzi, ancien président du conseil général de la Corse-du-Sud, tandis que des personnalités comme José Rossi incarnent depuis toujours une tendance plus autonomiste au sein de l’UMP (mais restent opposées, elles aussi, à l’indépendance).

  - Outre-mer :
    -  Martinique :
      - droite : les Forces martiniquaises de progrès (FMP) de Miguel Laventure et André Lesueur (4 sièges sur 41 au conseil régional et 3 sur 45 au conseil général) ou Osons oser de Pierre Petit (1 élu au conseil général), tous deux proches de l’UMP. S’y ajoute la fédération locale de l’UMP (2 élus au conseil général).
      - gauche nationaliste et autonomiste, mais anti-indépendantiste : historiquement le Parti progressiste martiniquais (PPM) fondé par Aimé Césaire (1 conseiller régional et 10 conseillers généraux), principalement aujourd’hui le Rassemblement démocratique martiniquais (RDM) fondé en 2006 du sénateur Claude Lise et issu du PPM (6 conseillers régionaux et 10 conseillers généraux). Il faut y ajouter la fédération locale du PS (2 conseillers généraux et 1 conseiller régional) et le petit parti Bâtir le pays Martinique (3 conseillers généraux et 1 conseiller régional). La gauche autonomiste est ainsi majoritaire au conseil général (avec 33 élus sur 45) et au conseil régional depuis 2010 avec 26 sièges sur 39 obtenus par le PPM de Serge Letchimy.

    -  Polynésie française : le camp anti-indépendantiste y est généralement désigné sous le qualificatif d’ « autonomiste », et constitue la droite de l’échiquier politique local :
      - Tahoeraa huiraatira de Gaston Flosse : principal parti, historiquement, de la droite locale et de l’anti-indépendantisme, associée à l’UMP jusqu’en 2008 et qui fut associé dans un accord de majorité avec la gauche indépendantiste UPLD d’Oscar Temaru de 2008 à 2009. Il contrôle actuellement 12 sièges sur 57 à l’Assemblée de la Polynésie (ils étaient initialement 10 après les élections de 2008), un siège de député sur les 2 que possèdent l’archipel à l’Assemblée nationale (les 2 députés en étaient membres en 2007) et un siège de sénateur sur les 2 également alloué à la Polynésie au Sénat.
      - Tapura Huiraatira (Édouard Fritch), 2016. Dissidence du Tahoeraa et fusion avec A Ti’a Porinetia, successeur de plusieurs partis autonomistes opposés à ce dernier. Association : proximité avec l’UDI. Avant : O Porinetia To Tatou Ai’a (Gaston Tong Sang), 2007-2013, dissidence du Tahoeraa, coalition homonyme, association : UMP (2008-2013) ; puis A Ti’a Porinetia (Teva Rohfritsch), 2013-2016, Coalition homonyme, fusion de plusieurs partis, dont O Porinetia To Tatou Ai’a.
      - A here ia Porinetia (Nuihau Laurey), 2020.

    -  Nouvelle-Calédonie : le camp anti-indépendantiste est majoritairement désigné localement par le qualificatif de « loyaliste », et a été dominé, de 1977 à 2004, par le Rassemblement pour la Calédonie dans la République (RPCR) de Jacques Lafleur. Il s’est violemment opposé aux indépendantistes du FLNKS pendant les Évènements politiques des années 1980, avant de négocier une sortie pacifique de cette crise et la mise en place d’un statut transitoire de forte autonomie en attendant un référendum d’autodétermination censé définitivement régler la question. Il est démographiquement majoritaire, et contrôle le Congrès de la Nouvelle-Calédonie (et donc le Gouvernement de la Nouvelle-Calédonie), avec 31 sièges sur 54, et la Province Sud (où aucun parti indépendantiste n’était représenté de 2004 à 2009, et où les anti-indépendantistes constituent toujours 36 des 40 sièges de l’Assemblée provinciale depuis lors). Depuis 2004, ce camp est divisé en plusieurs formations antagonistes, unis toutefois par un accord de stabilité institutionnelle baptisé « accord-cadre » de 2007 à 2009 puis « Entente républicaine » depuis 2009 :
      - Rassemblement-UMP (les 2 députés du Territoire, 13 sièges sur 54 au Congrès, 15 sièges sur 40 à l’Assemblée de la Province Sud dont il détient la présidence depuis 2009, et le contrôle de la mairie de Nouméa et de deux des trois communes de sa banlieue : le Mont-Dore et Dumbéa) : ex-RPCR, antenne locale de l’UMP, du député Pierre Frogier, prône un référendum d’autodétermination dès que possible afin de « purger » définitivement la question de l’indépendance, et veut un ralentissement dans le transfert de certaines compétences de l’État vers le Territoire, tout en appelant à aller aux « confins de l’autonomie » et à faire certains gestes vers les indépendantistes (notamment en faisant dresser le drapeau Kanaky aux côtés du drapeau français).
      - Avenir ensemble (6 sièges sur 54 au Congrès et 6 sièges sur 40 à l’Assemblée de la Province Sud, il en comportait respectivement, avant la scission de 2008, 17 et 20, et avant l’élection de 2009 3 et 3) : fondé en 2004 par des anciens dissidents du RPCR et opposants à la politique de gestion du Territoire par Jacques Lafleur, il est plus modéré que le Rassemblement-UMP, plus autonomiste, favorable à une application à la lettre de l’Accord de Nouméa et à la négociation d’un nouvel accord afin d’éviter un « référendum couperet » qui replongerait, selon lui, l’archipel dans la violence, et met l’accent sur une réforme de la fiscalité et la baisse des prix. Il comporte des membres se réclamant de l’UMP, du MoDem ou du Nouveau Centre. Dans le cadre de l’Entente républicaine de 2009, son principal dirigeant, Harold Martin, a obtenu la présidence du Congrès.
      - Calédonie ensemble (10 sièges sur 54 au Congrès et 11 sièges sur 40 à l’Assemblée de la Province Sud, il en comportait de sa création jusqu’à 2009 respectivement 12 et 16) : dissidence de l’Avenir ensemble fondée en 2008 par le président de l’Assemblée de la Province Sud de l’époque Philippe Gomès, il partage la même analyse que l’Avenir ensemble sur le plan institutionnel mais prône une politique plus sociale et la plus distincte possible du Rassemblement-UMP. Il est particulièrement bien implanté en « Brousse » (la partie rurale de la Grande Terre, surtout sur sa côte ouest). Philippe Gomès préside le Gouvernement local depuis 2009.
      - Rassemblement pour la Calédonie (RPC, 1 élu au Congrès et à l’Assemblée de la Province Sud) : fondé en 2006 par l’ancien député et leader anti-indépendantiste Jacques Lafleur pour protester contre son « éviction » de la présidence du Rassemblement-UMP, il milite pour la négociation d’un nouvel accord plutôt que d’aller au référendum.
      - Le Mouvement de la diversité (LMD, 1 sénateur qui est aussi membre du gouvernement local depuis 2009, il a formé pour ce scrutin une liste commune avec l’Avenir ensemble, 1 élus sur 40 à l’Assemblée de la Province Sud) : fondé comme dissidence du RPC en 2008 par le sénateur Simon Loueckhote, kanak anti-indépendantiste, qui milite pour la négociation d’un « pacte de souveraineté » entre l’État et la Nouvelle-Calédonie selon un principe de subsidiarité, il se veut également l’exemple de l’association des valeurs kanaks et républicaines.
      - Mouvement calédonien français (MCF, 2 élus au Congrès et à l’Assemblée de la Province Sud jusqu’à 2009, n’ayant plus de sièges depuis lors, il s’est allié à l’Avenir ensemble et au LMD pour les élections de 2009) : créé en 2008 par l’ancien président de la section locale du Front national, Guy George, il s’oppose à toute indépendance mais aussi à toute autonomie.
- Royaume-Uni : le terme d’unionisme est historiquement employé pour les partisans du maintien des Actes d’Unions et donc du centralisme britannique. Ce mouvement est surtout représenté sur le plan national par le Parti conservateur. Localement on retrouve :
  -  Irlande du Nord : le camp unioniste, essentiellement protestant, est majoritaire à l’Assemblée nord-irlandaise avec 55 sièges sur 108. Il est surtout représenté par le Parti unioniste démocrate (DUP, opposé à tout accord avec les indépendantistes républicains catholiques, 36 sièges à l’Assemblée nord-irlandaise) du révérend Ian Paisley et le Parti unioniste d’Ulster (UUP, centre droit plus modéré et proche du Parti conservateur, 18 sièges à l’Assemblée nord-irlandaise) de David Trimble.
  -  Écosse : les unionistes y sont minoritaires depuis la victoire en 2007 du Parti national écossais, indépendantiste, et est de toute façon traditionnellement dans l’opposition au Parti travailliste écossais, plutôt autonomiste. Il est représenté par le Parti conservateur et unioniste écossais qui ne comporte que 17 sièges sur les 129 que comporte le Parlement écossais.
  -  Pays de Galles : représenté par le Parti conservateur et unioniste gallois qui possède 12 sièges sur 60 à l’Assemblée nationale de Galles. Troisième parti de ce parlement, derrière les autonomistes du Parti travailliste gallois et les indépendantistes du Plaid Cymru, qui sont alliés dans un accord de majorité.